# 掩護
| ウィキペディアには「掩護」という見出しの百科事典記事はありません（タイトルに「掩護」を含むページの一覧/「掩護」で始まるページの一覧）。 代わりにウィクショナリーのページ「掩護」が役に立つかもしれません。 |